# Guineu àrtica
La guineu àrtica (Vulpes lagopus), també anomenada guineu polar, guineu blanca o guineu de les neus, és una guineu de l'ordre Carnivora. És una guineu petita que habita les fredes regions polars de l'hemisferi nord. És comuna en els tres biomes de tundra. Tot i que actualment se la classifica dins el gènere Vulpes, durant molt de temps fou l'únic membre del gènere Alopex.

## Descripció i alimentació

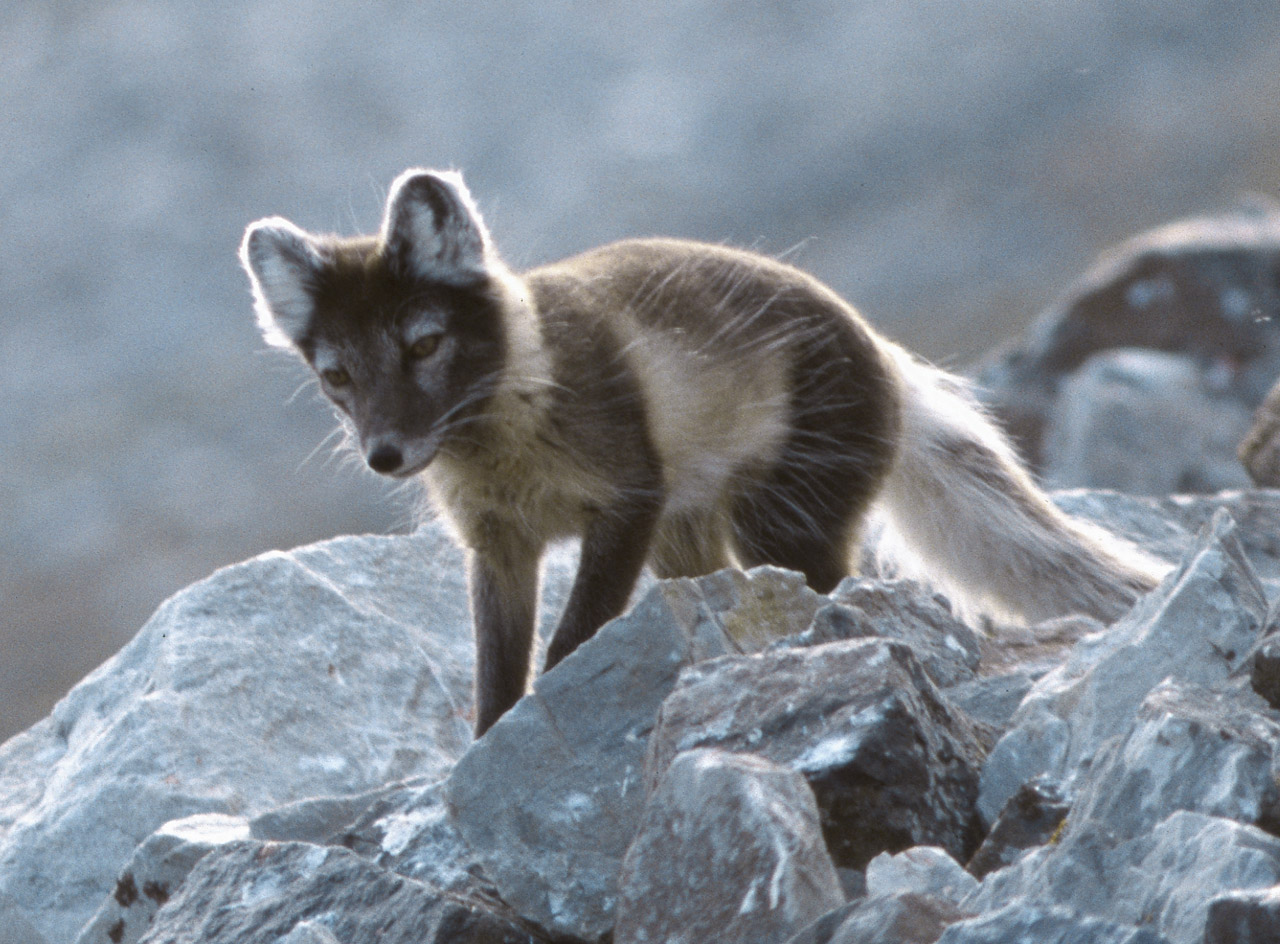
Una guineu àrtica amb el pelatge d'estiu

El seu principal aliment consisteix en petits mamífers i ocells, encara que la seva presa preferida és el lèmming. La guineu àrtica té unes orelles petites i un pelatge dens que li permet subsistir i caçar a temperatures extremes de fins a –50 °C; a l'estiu, aquesta capa blanca de pelatge llarg canvia per un altre pelatge marró-grisenc més curt. A Groenlàndia, s'han documentat exemplars de pelatge blavós, característica apreciada pels pelleters i potenciada pels criadors. Gràcies al fet que s'adapta amb facilitat a l'ésser humà i a l'estat domèstic, la caça de la guineu àrtica ha baixat, ja que no és tan important com abans, encara que continua produint-se.

## Reproducció
Aquesta espècie s'aparella al març, que és quan ja hi ha cries de lèmmings que permetran a la mare alimentar-se millor; al maig crien de 4 a 11 cadells. El mascle pesa 3,5 kg, amb un rang de 3,2 a 9,4 kg, i la femella 2,9 kg, amb un rang d'1,4 a 3,2 kg. Durant l'estiu, aquesta espècie forma parelles monògames que cuiden conjuntament de les cries. En els llocs on falten lèmmings i altres petits mamífers, com a Islàndia, les guineus àrtiques s'alimenten quasi exclusivament d'aus marines.

## Distribució

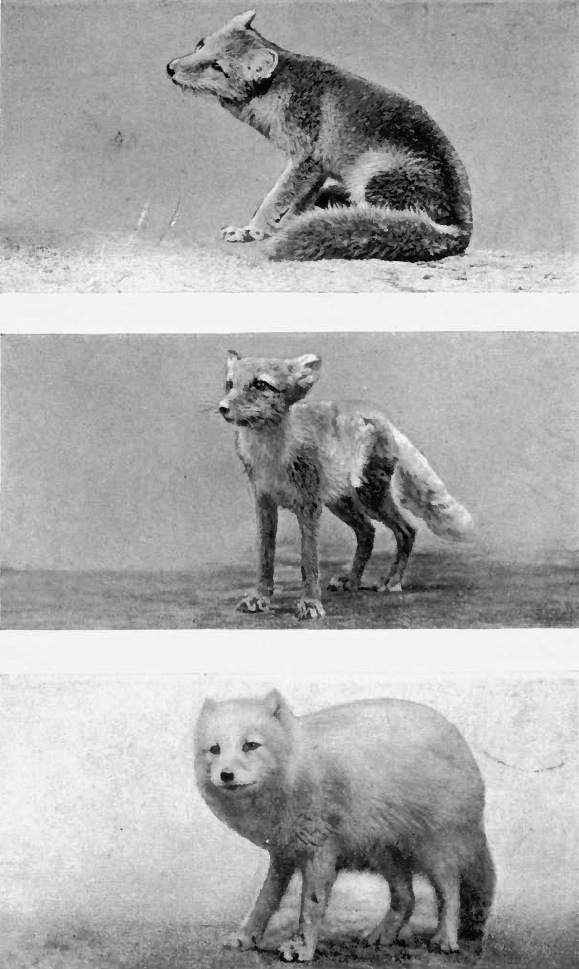
Pell estacional de la guineu àrtica, a l'estiu (a dalt) i a l'hivern (a sota)

La guineu àrtica es distribueix al llarg de les tundres del nord d'Euràsia i de Nord-amèrica, incloses moltes illes a les quals van arribar en el seu dia caminant sobre el gel. Romanen actives tot l'any i són dels pocs animals que no hibernen o emigren a altres regions durant l'hivern, que solen passar sobre els blocs de gel a la recerca de balenes encallades i carronyes abandonades pels ossos polars, als quals segueixen durant dies. Aquests solen ignorar-les, encara que s'han donat casos d'atacs d'ossos contra les guineus àrtiques. Si alguna guineu és sorpresa pel desglaç estival a gran distància de terra ferma, també pot acabar a la gola d'un tauró. A terra, els depredadors més freqüents en són el llop i el mussol nival.

## Subespècies
N'hi ha quatre subespècies:
- Vulpes lagopus beringensis
- Vulpes lagopus fuliginosus
- Vulpes lagopus pribilofensis
- Vulpes lagopus foragorapusis